# Município de Pike (condado de Brown, Ohio)
O município de Pike (em inglês: Pike Township) é um município localizado no condado de Brown no estado estadounidense de Ohio. No ano de 2010 tinha uma população de 4.243 habitantes e uma densidade populacional de 66,83 pessoas por km².

## Geografia
O município de Pike encontra-se localizado nas coordenadas 39° 00′ 04″ N, 83° 56′ 59″ O. Segundo a Departamento do Censo dos Estados Unidos, o município tem uma superfície total de 63.49 km², da qual 62,84 km² correspondem a terra firme e (1,02 %) 0,65 km² é água.

## Demografia
Segundo o censo de 2010, tinha 4.243 habitantes residindo no município de Pike. A densidade populacional era de 66,83 hab./km². Dos 4.243 habitantes  o 97,81 % eram brancos, o 0,38 %  afroamericanos, o 0,05 %  amerindios, o 0,64 % asiáticos, o 0,26 %  de outras raças e o 0,87 % de uma mistura de raças. Do total da população o 0,66 % eram hispanos ou latinos de qualquer raça.